# Tractat de l'astrolabi
El Tractat de l'astrolabi (en anglés: A Treatise on the Astrolabe) és un assaig medieval escrit per Geoffrey Chaucer que tracta sobre l'astrolabi, un antic instrument de mesurament de la posició i el moviment dels cossos celestes. L'obra fou escrita cap al 1392 i és el manual tècnic més antic conegut en la literatura anglesa.
Tot i que no se'n conserva cap autògraf, el tractat s'ha reconstruït a partir d'altres vint-i-dos manuscrits, la major part dels quals són del segle xvi, més d'un centenar d'anys després de la redacció originària. En el pròleg dels Contes de Canterbury també se'n confirma l'autoria de l'obra.

## L'obra
La majoria d'estudiosos consideren que el Tractat és l'obra en prosa més important de Chaucer. Tot i escriure sobre una disciplina tècnica i exposar arguments complicats fins i tot per a un lector modern, Chaucer resulta clar, lineal i aconsegueix explicar de manera directa els punts en qüestió. L'obra, però, tot i ser el primer assaig tècnic en llengua anglesa, té poca rellevància literària.
El tractat no es va elevar a model ni tampoc es va copiar. La seus importància rau més en els continguts: descriu com eren els instruments astronòmics de llavors, com s'utilitzaven, i explícita també la cosmologia del segle xiii. Es perfila, més que com a obra important en la literatura anglesa, com una obra pertinent de la literatura científica medieval. L'estructura general, esbossada en el pròleg, és molt simple i lineal, i consta de cinc seccions sobre cinc temes. El text que ens ha arribat, però, només abasta el pròleg, la primera part, la segona i les proposicions suplementàries; el més satisfactori és que aquesta darrera part està constituïda per anotacions fetes per autors posteriors.

### El pròleg
El tractat s'obri amb una breu introducció, o pròleg, en què es presenta una dedicatòria al petit Lewis, de qui es desconeix la identitat. Chaucer comença una breu digressió sobre les fonts d'on prendrà la informació, tot i que ell mateix siga apassionat de l'astrologia i un discret coneixedor: exposa també el motiu pel qual escriu en anglés, més fàcilment comprensible per al petit Lewis, un complex i desconegut tema per al xic. Chaucer declara explícitament:
| « | Sóc sols un compilador ignorant del treball d'altres antics astròlegs, i ho he traduït al meu anglés només per ensenyar-te. | » |

L'autor, després, explica com es dividirà el text:
1. Primera part: una descripció de l'astrolabi.
2. Segona part: una mínima explicació del seu ús.
3. Tercera part: una sèrie de quadres que recullen longituds, latituds, inclinacions, etc.
4. Quarta part: una teoria del moviment dels cossos celestes.
5. Cinquena part: una introducció al camp de l'astrologia.[8]

Totes les instruccions descrites en la segona part són reproduïbles només si l'astrolabi és utilitzat com ho explica Chaucer en la primera part.

### La primera part

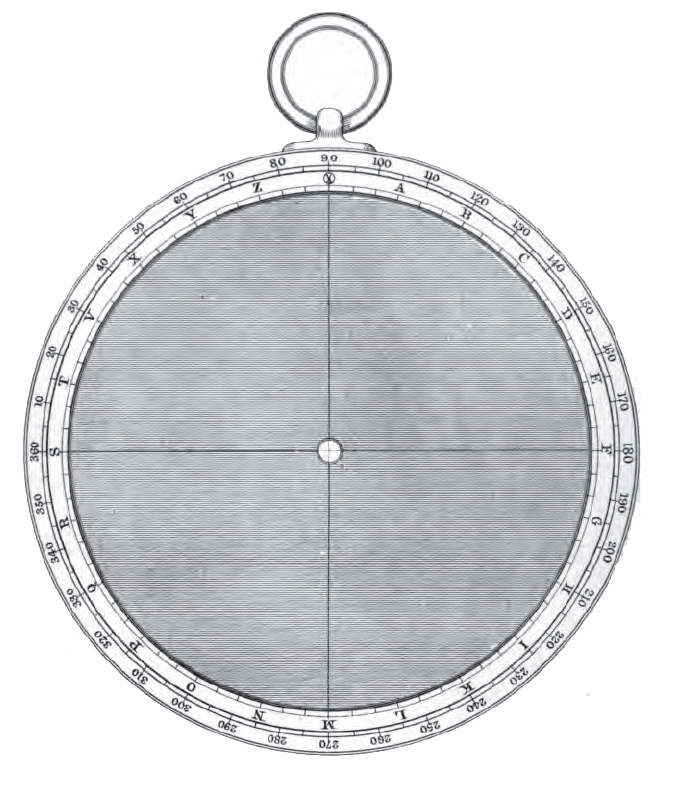
El primer plat de l'astrolabi descrit

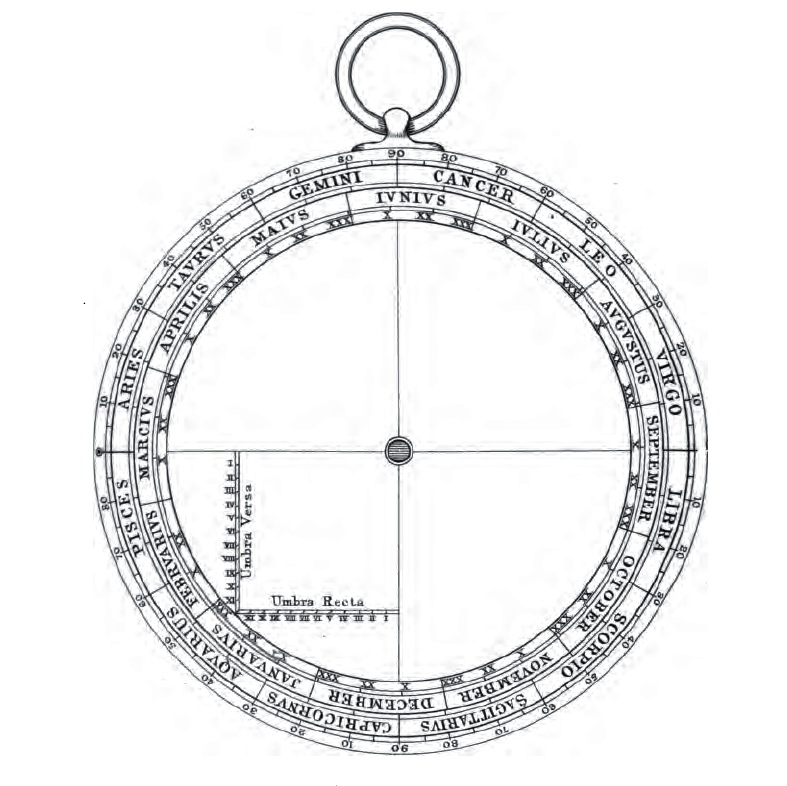
El segon plat de l'astrolabi descrit

Chaucer comença la descripció d'un petit astrolabi. Ens el descriu com un simple mapa dels cossos celestes en dues dimensions: Les estreles més importants i els cèrcols descrits pels planetes es projecten sobre una fulla de metall, anomenada xarxa, sota la qual es troben uns plats, utilitzats en funció de les latituds. La xarxa i aquests plans s'inseriran en un contenidor circular buit. Enganxat a la part posterior hi ha una alidada.
En els cercles més externs, com la figura, n'hi ha la subdivisió dels signes zodiacals i dels mesos de l'any, i en el plat subjacent n'hi ha la divisió en dies, de 5 en 5: Àries, Taure, Bessons, Cranc, Lleó, Verge, Balança, Escorpí, Sagitari, Capricorn, Aquari, Peixos i gener, febrer, març, abril, maig, juny, juliol, agost, setembre, octubre, novembre i desembre.
A la fi d'aquest capítol descriptiu, Chaucer introdueix el capítol següent, una sèrie de conclusions sobre l'ús de l'astrolabi.

### La segona part

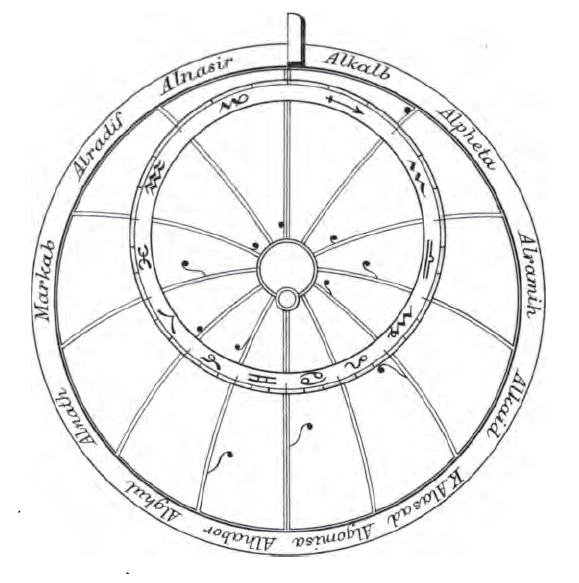
La xarxa o zodíac de l'astrolabi

La segona part conté 39 instruccions sobre la utilització de l'astrolabi: en l'original havien de ser-ne quaranta, però hi ha un salt entre la part final de la vuitena educació i la fi de la trenta-novena, per a després passar a la quarantena educació. Aquests ensenyaments varien des de calcular l'altitud dels cossos celestes, fins a trobar el dia i l'hora exacta en què ens trobem. Chaucer ensenya a Lewis també, per exemple, a orientar-se, trobant els quatre punts cardinals, o els conceptes màgics de l'astrologia (com la influència dels cossos celestes).
L'exposició se'n fa per a apartats: cada apartat té un títol que fa un resum de la matèria tractada.
Arran de l'enumeració d'aquestes 39 conclusions, l'obra acaba després del quaranté apartat amb un text explícit, en què es presenta una dedicatòria al petit Lewis.